# Austrodecus serratum
Austrodecus serratum är en havsspindelart som beskrevs av Child, C.A. 1994. Austrodecus serratum ingår i släktet Austrodecus och familjen Austrodecidae. Inga underarter finns listade.